# Youri Vetokhine
Pour l’article homonyme, voir Savva Vetokhine.
Youri Vetokhine (en russe : Юрий Александрович Ветохин ; né le 19 mars 1928 à Leningrad, en URSS, et mort le 6 mars 2022 à San Diego aux États-Unis) est un écrivain, une personnalité publique, qui à trois reprises a tenté de fuir l'Union soviétique, a été condamné à l'internement dans un hôpital psychiatrique et a réussi à la troisième tentative, en 1979 (à l'âge de 51 ans), en sautant de nuit depuis le hublot d'un bateau de croisière, en nageant ensuite pendant 20 heures sur une distance de 30 km pour rejoindre l'île de Bacan en Indonésie. Il a demandé plus tard l'asile politique aux États-Unis.
Vetokhine est l'auteur du livre Enclin à l'évasion (anglais : « Inclined to escape »), publié la première fois en 1983  réédité à de nombreuses reprises .

## Biographie
Vetokhine est né à Leningrad le 19 mars 1928, dans la famille d'Alexandre et Elisabeth Vetokhine. Sa mère Elisabeth lui a donné une éducation religieuse (ce qui était rare à cette époque), et son père, agronome de profession, a remarqué et encouragé chez son fils Youri un intérêt pour la littérature. En 1930, ils vivaient dans le village de Louga dans l'oblats de Leningrad.
En février 1942, ses parents sont morts durant le siège de Leningrad. Youri, alors âgé de 13 ans, a été emmené par son oncle, par le lac gelé de Ladoga, au point d'évacuation de Boïbokalo (ru) .

### Études et carrière
Après la guerre, de retour à Leningrad et diplômé de Saint Petersburg Naval Institute (en), il complète ces études par une spécialité de navigateur et est promu officier. Au début des années 1950, il est navigateur sur un vaisseau de la 
flotte du Pacifique à Vladivostok; il devient membre du parti communiste.
En 1951, il épouse Tatiana Ivanovna. En 1954, elle envoie une dénonciation à la section militaire du parti communiste, dont Vetokhine était membre, et l'accuse d'antisoviétisme. Après avoir été inculpé et interrogé, Vetokhine tente de se suicider. En 1955 il divorce.
En 1958, après son service militaire, Vetokhine s'installe à Leningrad. Durant toutes les années  1960 il travaille comme ingénieur en chef du centre informatique de l'Université d'État de Saint-Pétersbourg d'Ingénierie et d'Économie. Il rejoint aussi l'association littéraire de la ville de Leningrad et commence à se préparer à sa fuite hors d'URSS.

### Première évasion
Le 13 août 1963, Vetokhine fait une première tentative infructueuse de traversée de la frontière de l'URSS depuis Batoumi vers la Turquie : il perd son orientation lors d'une tempête nocturne et est emporté par le courant vers la ville de Poti. Sans vêtements sur lui il suscite la suspicion des gardes frontières, est arrêté et conduit au quartier général des troupes frontalières soviétiques en République socialiste soviétique autonome d'Adjarie. Il réussit toutefois à cacher ses intentions d'évasion en se présentant comme sportif nageur-marathonien. Après 8 jours de détention, il est libéré, faute de preuves.
À son retour à Leningrad, en septembre 1963, il quitte les rangs du parti communiste ainsi que son emploi précédant. De 1964 à 1966, il travaille comme ingénieur en chef au bureau de mécanisation du travail du génie de Leningrad Sovnarkhoze et reprend ses préparatifs d'évasion de l'URSS.

### Deuxième tentative d'évasion et détention
Le 12 juillet 1967 Vetokhine effectue une deuxième tentative d'évasion sur la cote sud de la Crimée. Mais il est repèré et hissé à bord d'un navire de guerre de la flotte soviétique de la mer Noire. Il est ensuite envoyé à Simferopol pour être interrogé en vertu de des articles 14 (crime dans un état de trouble psychiatrique) et 75 (traversée illégale des frontières) du code pénal de l'URSS qui prévoyait un emprisonnement de 3 ans ). Ces articles requalifiaient plus lourdement ces mêmes actes  par l'application des articles 17 et 56  du code pénal (trahison de la patrie puni de 10 à 15 ans de privation de liberté ou de fusillade) méthode largement utilisée en URSS pour réprimer la dissidence.  
Avant sa condamnationd il a été détenu à la prison de Kharkiv puis à la prison de Kherson. À l'examen psychiatrique médico-légal en URSS il a été jugé sain de corps et d'esprit. En décembre 1967, Vetokhine a été envoyé à Moscou avec son dossier sur lequel était indiquée la mention enclin à s'échapper, mention qui est devenue le titre de son livre.
Il est détenu à la prison de la Boutyrka et à la prison de Lefortovo. Il est aussi envoyé au département politique secret n°4-Е du centre de recherche psychiatrique judiciaire Serbsky (en), puis, en mars 1968, à l'hôpital psychiatrique spécial de Dnipropetrovsk. À l'hôpital ont commencé les traitements au souffre, à l'insuline et à l' halopéridol, avec comme résultat de pareils traitements le fait qu'à la fin de l'année 1974  sa santé a été compromise au point de le rendre pratiquement grabataire.

### Libération et troisième évasion
En 1975, Vetokhine fait une déclaration écrite dans laquelle il se déclare psychopathe, raison pour laquelle il a tenté de fuir l'URSS, mais considère qu'il est guéri et qu'il ne pense plus à s'enfuir. Le 23 septembre 1975 la commission médicale décide de sa sortie de l'hôpital spécial pour le transférer à l'hôpital psychiatrique régional de Léningrad  pour y subir un traitement forcé où il reste sous surveillance pendant un an. 
Par une décision du tribunal de Leningrad du 15 septembre 1976, Youri Vetokhine est libéré de ce traitement forcé.
Après cette libération, il travaille comme camionneur et se prépare à une nouvelle évasion.
En octobre 1979, il achète un billet pour un trajet en bateau depuis Vladivostok vers les îles japonaises et philippines puis jusqu'à l'équateur et retour. Le 28 novembre 1979, au sein d'un groupe de 500 touristes, il arrive à Vladivostok. Le 29 novembre 1979 le bateau Ilytch, avec ses 500 touristes et Vetokhine, prend le large pour la croisière.
Le 9 décembre 1979, alors que le bateau dérive dans la mer des Moluques et se prépare à retourner à Vladivostok, à 30 km des côtes des îles indonésiennes, Vetokhine, attendant la tombée de la nuit, prépare sa fuite. S'accrochant à l'extérieur du hublot, il se jette dans la mer d'une hauteur de 8 mètres, et se lance dans un parcours de 30 km qui lui prend 20 heures de nage, puis finit par s'approcher d'une des îles, où il est pris en charge par des habitants qui passaient devant l'île dans un canot à moteur.

### Aux États-Unis
Près avoir passé les formalités légales en Indonésie et satisfait à la demande de droit d'asile, au début de l'année 1980, il part vers les États-Unis, pour y vivre à San Diego. Il y travaille à son autobiographie Enclin à s'échapper, qui est publié en russe en 1983, puis traduit en anglais et réédité à plusieurs reprises.
En 1989, l'organisation non-gouvernementale Freedoms Foundation at Valley Forge (en) a décerné à Youri Vetokhine la médaille du courage.
Il mène ensuite un travail soutenu en donnant des conférences aux États-Unis et au Canada sur sa fuite organisée d'URSS. Il donne des interview à Radio Free Europe/Radio Liberty. 
Il mène une vie active jusqu'à sa mort à 94 ans, le 6 mars 2022 à San Diego.